# Zofia Stępień-Bator
Zofia Stępień-Bator, także Zofia Ratyńska (ur. 3 czerwca 1920 w Radomiu, zm. 26 grudnia 2019) – polska malarka, więźniarka niemieckiego obozu koncentracyjnego Auschwitz-Birkenau. 

## Życiorys
Dzieciństwo i lata szkolne spędziła w Radomiu. W czasie okupacji włączyła się w działalność ruchu oporu i została łączniczką w podziemnej organizacji Szare Szeregi oraz kurierem w Związku Walki Zbrojnej. W ramach swojej działalność rozprowadzała między innymi egzemplarze podziemnego pisma „Biuletyn Informacyjny”. 16 października 1942 została aresztowana w swoim mieszkaniu w Radomiu za działalność konspiracyjną, a następnie przez cztery miesiące bito ją i przesłuchiwano na Gestapo w Radomiu, żądając wydania kolegów z organizacji. Nie zdradziła nikogo, wobec czego 3 marca 1943 została wywieziona do obozu koncentracyjnego Auschwitz-Birkenau, gdzie otrzymała numer obozowy 37255. 15 stycznia 1945 razem z tysiącami więźniów w marszu śmierci została wyprowadzona pieszo do obozu koncentracyjnego Ravensbrück oraz Neustadt-Glewe na terenie Niemiec. Po zakończeniu II wojny światowej wróciła do rodzinnego domu w Radomiu, gdzie czekała na nią matka i brat. Po wyjściu za mąż i urodzeniu syna przeprowadziła się do Krakowa, gdzie jej mąż dostał pracę.
Od najmłodszych lat wykazywała wielkie zdolności plastyczne, głównie w dziedzinie rysunku i malarstwa. Od początku pobytu w obozie Auschwitz-Birkenau rysowała portrety współwięźniów, z trudem zdobywając ołówek i papier. Obozowe rysunki i szkice Zofii Stępień wyróżniają się na tle wszystkich innych prac obozowych, ponieważ autorka malowała kobiety z bujnymi fryzurami, pięknymi ubraniami i w makijażu, czyli z tym, czego brakowało w obozie i o czym więźniowie marzyli. Była autorką między innymi portretu Mali Zimetbaum, a jej prace znajdują się w Muzeum Pamięci Auschwitz-Birkenau w Oświęcimiu.
Dwukrotnie wychodziła za mąż – jej pierwszym mężem był Ratyński, a drugim Bator. Przez cały czas żywo zajmowała się malarstwem należąc do różnych klubów i organizacji artystycznych, jak np. krakowska grupa Charaktery. Brała udział w kilkudziesięciu wystawach zbiorowych i indywidualnych, zdobywając wiele nagród i wyróżnień. Przez lata swojej aktywności artystycznej namalowała kilkaset obrazów, z których wiele znajduje się w różnych instytucjach, np. w Centrum Zdrowia Dziecka i w kolekcjach prywatnych właścicieli.
W 1976 pojechała wraz z synem i synową do Auschwitz-Birkenau, aby pokazać im barak, w którym była więziona, ale nie zwiedziła wówczas całego obozu. Dopiero w 2017 za namową wnuka pojechała razem z rodziną do Oświęcimia i w obecności kamer zwiedziła cały obóz. Po tej wizycie, również na prośbę wnuka, między wrześniem a listopadem 2019 zdecydowała się opowiedzieć przed kamerą o swoich przeżyciach. Z tych opowieści oraz nagrań zrealizowanych podczas wizyty w byłym obozie powstała trzyczęściowa seria filmów dokumentalnych udostępnionych publicznie na portalu YouTube.
W 2021 wydano książkę Przeżyłam, zawierającą wspomnienia obozowe Zofii Stępień-Bator. Autorka przystąpiła do ich utrwalenia na piśmie w 1970 roku, nie życzyła sobie jednak ich publikacji za swojego życia.